# Gelotia salax
Gelotia salax là một loài nhện trong họ Salticidae.
Loài này thuộc chi Gelotia. Gelotia salax được Tord Tamerlan Teodor Thorell miêu tả năm 1877.